# Императрица Мария (линеен кораб, 1913)
Императрица Мария (на руски: Императрица Мария) е руски линеен кораб, главен кораб на едноименния тип.

## История на строителството и службата
Заложен е на 11 юни 1911 г. в завода „Руссуд“ в Николаев едновременно с линкорите „Император Александр III“ и „Императрица Екатерина Великая“ от същия тип. Негов строител е Лев Коромалди. Своето название корабът получава в чест на императрица Мария Фьодоровна, съпругата на покойния император Александър III, и в памет на флагманския ветроходен линеен кораб на адмирал П. С. Нахимов по време на Синопското сражение. Корабът е спуснат на вода на 6 октомври 1913 г., към началото на 1915 г. е почти достроен. Пристига в Севастопол през деня на 30 юни 1915 г.
На ходовите изпитания на линкора се проявява диферент по носа, поради който при вълнение се залива палубата, корабът не добре слуша руля („свинско газене“). По искане на Постоянната комисия, провеждаща изпитанията на линкора, заводът предприема мерки за олекотяване на носовата част. Постоянната комисия също прави забележки относно охлаждането на артилерийските погреби: „Системата за аерорефрижерация на артилерийските погреби на „Императрица Мария“ са изпробвани в продължение на денонощие, но получените резултати са неопределени. Температурата на погребите почти не се понижава, независимо от денонощната работа на хладилните машини. Неудачно е изпълнена вентилацията. Поради военното време, се наложи да се ограничим само до денонощни изпитания на погребите“.
Към 25 август примните изпитания са завършени.
С влизането на кораба в строй съотношението на силите в Черно море рязко се променя. От 13 до 15 октомври 1915 г. линкорът прикрива действията на 2-ра бригада линейни кораби („Пантелеймон“, „Иоанн Златоуст“ и „Евстафий“) в района на Зонгулдак. От 2 до 4 и от 6 до 8 ноември 1915 г. прикрива действията на 2-ра бригада линейни кораби по време на обстрела на Варна и Евксиноград. От 5 февруари до 18 април 1916 г. участва в Трапезундската десантна операция.
През лятото на 1916 г., по решение на Върховния главнокомандващ на Руската армия, император Николай II, Черноморския флот приема вицеадмирал Александър Колчак. Адмиралът прави „Императрица Мария“ свой флагмански кораб и систематично излиза с него в морето.

### Взривът
На 20 октомври 1916 г., на севастополския рейд, на полумиля от брега, на кораба прогърмява взрив на барутния погреб, корабът потъва (225 загинали, 85 тежко ранени).
Колчак лично ръководи операцията по спасяването на моряците от линкора. Комисията за разследване на събитията не успява да изясни причините за взрива. Комисията разглежда три, най-вероятни, причини за взрива: самовъзпламеняване на барута, небрежно обръщение с огън или самия барут и, най-накрая, зъл умисъл (диверсия). Първите две причини са признати за слабо вероятни.
Съществува версия, че взривът на кораба се явява диверсия, извършена от групата на немския разузнавач Виктор Едуардович Верман.

### Изваждането на кораба
По време на катастрофата от преобръщащия се линкор се откачват от леглата многотонните кули на 305-мм оръдия и потъват отделно от кораба. През 1931 г. тези кули са извадени от специалистите на експедицията за подводни работи със специално предназначение (ЕПРОН).
В някои източници е разпространена информацията за това, като че ли през 1939 г. 305-мм оръдия на линкора са поставени в системата укрепления на Севастопол, на 30-а батарея, влизаща в 1-ви артдивизион на бреговата отбрана, а три оръдия са поставени върху специалните железопътни платформи-транспортьори ТМ-3-12, обаче тази информация е нищо повече от преразказването на „красива легенда“, началото на която слага факта за наличие в 30-а батарея на оръдейни лафети от „Императрица Мария“. Достоверно е известно, че едно от оръдията е, през 1937 г., пренарязано в сталинградския завод „Барикади“ и е изпратено, като резервен ствол на склад в Новосибирск, където остава през цялото време. Според мнението на С. Е. Виноградов, може с увереност да се предполага, че нито едно от единадесетте останали оръдия няма отношение към отбраната на Севастопол в периода 1941 – 1942 г.
Работите за изваждането на кораба започват още през 1916 г., по проект предложен от А. Н. Крилов. Това е доста неординарно събитие, от гледна точка инженерното изкуство, и му се отделя достатъчно много внимание. Съгласно проекта в отсеците на кораба, предварително херметизирани, се подава сгъстен въздух, който избутвайки водата, кара кораба да изплува нагоре с кила. След това се планира вкарването на съда в док и напълно да се херметизира корпуса, а в дълбоки води той да се преобърне и да се постави на ровен кил. По време на щорм, през ноември 1917 г., корабът се показва откъм кърмовата част, а напълно изплува през май 1918 г. Всичкото това време в отсеците работят водолази, продължава разтоварването на боеприпасите. Вече в дока от кораба е свалена 130-мм артилерия и редица спомагателни механизми.
Операцията по подем на кораба се ръководи от адмирал Василий Канин и инженер Сиденснер. През август 1918 г. портовите буксири „Водолей“, „Пригодный“ и „Елизавета“ откарват изплувалия корпус на линкора в док. В условията на Гражданската война и революционната разруха корабът така и не е възстановен. През 1927 г. той е разкомплектован за метал.
Ето така си спомня за това събития матросът от немския линеен крайцер „Гьобен“, който е свидетел на провеждащите се работи:
| „ | В дълбочината на залива, при Северната страна, плава с кила нагоре взривилият се през 1916 г. линкор „Императрица Мария“. Непрекъснато руснаците работеха за неговото изваждане, и година по-късно, с кила нагоре колосът е изваден. Под водата е запушена пробойната в дъното, под водата са свалени и тежките триоръдейни кули. Немислимо тежка работа! Ден и нощ работят помпите, които изпомпват от кораба намиращата се там вода и едновременно подаващи въздух. Най-накрая неговите отсеци са осушени. Сложността се състои вече в това, как да се постави на ровен кил. Това почти е направено – но кораба отново отива на дъното. Отново пристъпват към работа, и след известно време „Императрица Мария“ отново плава с кила нагоре. Но как да ѝ се придаде верното положение, за това няма решение. | “ |

## Линкорът в литературата и изкуството
- В книгата на С. Н. Сергеев-Ценский „Сутрешен взрив“ (на руски: „Утренний взрыв“) (Преображението на Русия – 7)[12].
- „Гибелта на линения кораб „Императрица Мария““ (на руски: „Гибель линейного корабля „Императрица Мария““), спомени на бившия старши офицер А. В. Городиски. Морской журнал № 12, 1928 г., Париж[13].
- Делото на агент Верман лежи в основата на сценария на криминалната комедия на Генадий Полока „А Коротин имаше ли го?“ (на руски: „А был ли Каротин?“). Във филма линкорът се нарича „Святая Мария“.
- Версията за взривяването на линкора от немски шпион заляга в основата на повестта на Борис Акунин „Мария“, Мария... от цикъла „Смърт на брудершафт“.
- В повестта на Анатолий Рибаков „Кортик“ се разследва тайната на старинен кортик, предишният собственик на който, морски офицер, е убит няколко минути преди взрива на линкора „Императрица Мария“.

Освен това, в книгата има и разказ за гибелта на линкора:
| „ | И още Полевой разказа за линкора „Императрица Мария“, на който е плавал по време на световната война. Това бе огромен кораб, най-мощният броненосец на Черноморския флот. Спуснат на вода през юни петнадесета година, той през октомври шестнайста се взривява на севастополския рейд, на половин миля от брега. — Тъмна история, – казваше Полевой. – Не от мина се взриви, не от торпедо, а сам по себе си. Първи гръмна барутния погреб на първата кула, а там три хиляди пуда барут. И се започна… След час корабът беше под водата. От целия екипаж по-малко от половината се спасиха, пък и те изгорени и осакатени. — Кой го е взривил? – попита Миша. Полевой повдигна рамене: — Много я разследваха тая работа, и без ефект, а после революцията… Царските адмирали трябва да се питат. | “ |